# Femundsee
Der Femundsee (norwegisch Femunden) in der Femundsmarka ist ein ca. 60 km langer und bis zu 9 km breiter in Nordsüd-Richtung verlaufender See in einem Paralleltal zum Tal der Glåma (auf der Höhe von Alvdal) in Mittelnorwegen. Er liegt überwiegend im Fylke Innlandet, nur das nördlichste Ende liegt im Fylke Trøndelag.

## Geographie
Der Femundsee wird aus vielen kleinen Flüssen gespeist, als Hauptursprungsfluss gilt die vom schwedischen Härjedalen kommende Røa. Den Abfluss auf der Südspitze des Sees bildet die Gløta, welche nach knapp 2 km im Isteren mündet. Das Wasser fließt weiter in die Trysilelva, der stromabwärts auf schwedischem Gebiet Klarälven heißt.

## Geschichte
Wegen der ungünstigen Lebensbedingungen wurde das Gebiet um den Femundsee erst sehr spät besiedelt. Im 17. Jahrhundert kamen Samen aus der Finnmark, um hier ihre Rentierherden weiden zu lassen. Nachdem im Jahr 1644 um Røros reiche Kupfererzvorkommen gefunden worden waren, begann bereits 1645 deren systematischer Abbau. Sowohl für die Feuersprengung des Gesteins unter Tage als auch für die Verhüttung des geförderten Erzes wurden große Mengen an Brennholz benötigt, die in den Wäldern um den Femund gewonnen wurden. Für die Flößung der Stämme nach Røros wurde der See aufgestaut.
Von 1742 bis 1833 bestand am Westufer die Siedlung Femundshytta mit einem Hüttenwerk, das das Kupfererz aus den zirka 70 km entfernten Gruben um Røros verarbeitete. Durch den Transport des Erzes konnte man die volumenmäßig nicht unerhebliche Beförderung des benötigten Feuerholzes nach Røros sparen und auch die entstandene Schlacke dezentral deponieren. In der damaligen Zeit lebten in dem Ort zirka 300 Waldarbeiter, Köhler und Schmelzer. Heute zeugen nur noch Ruinen von dieser Zeit.
Ab 1986 war das Gebiet um den See zeitweise durch die Katastrophe von Tschernobyl durch radioaktiven Fallout relativ stark belastet (bis zu 15.000 Becquerel Caesium 134 + 137 pro Quadratmeter).

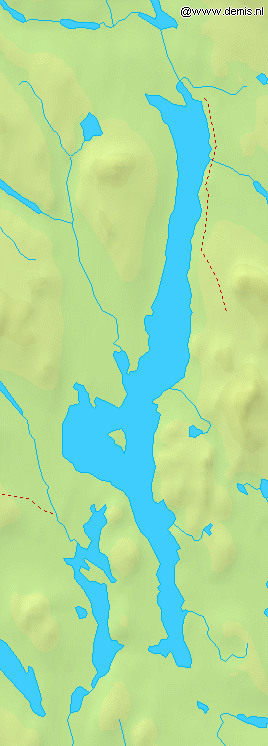
Femundsee

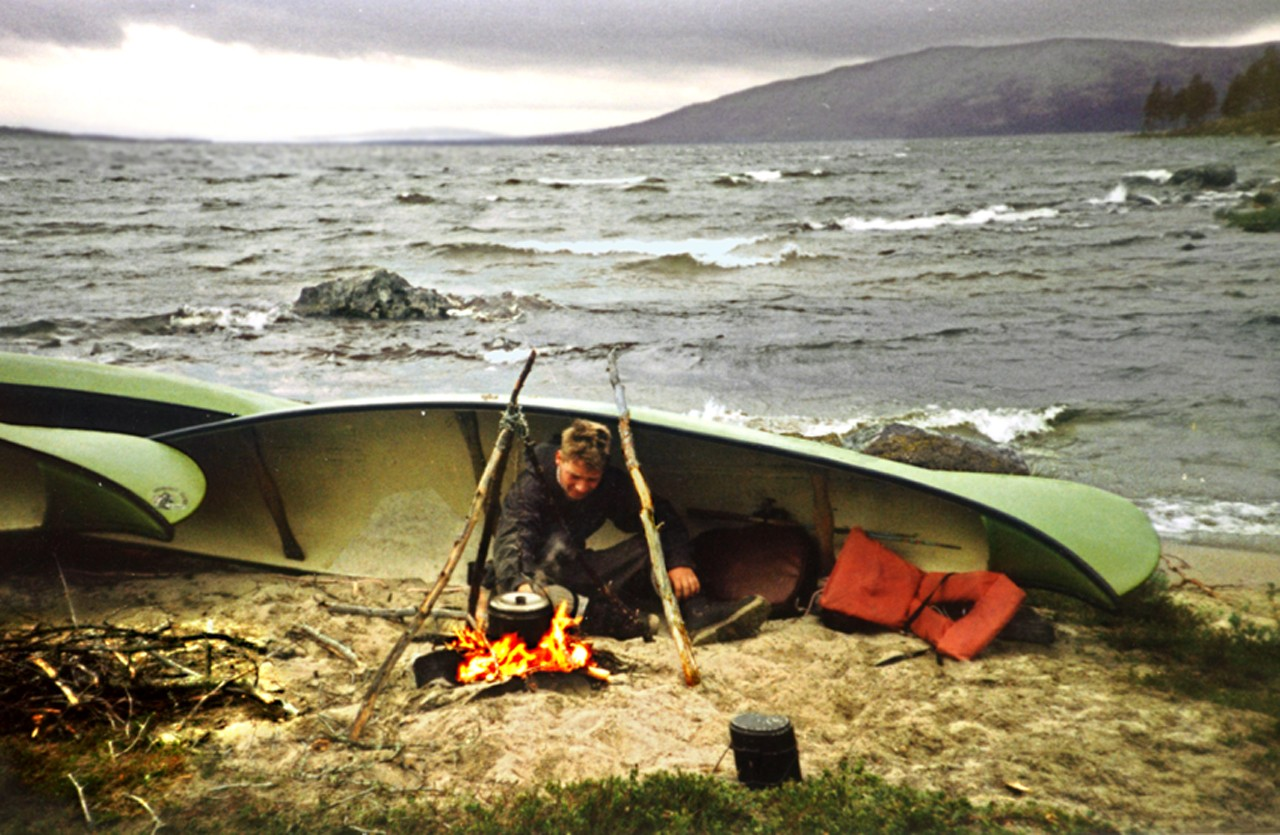
Femund-See bei Sturm

## Flora und Fauna
Das Gebiet östlich des Sees an der Grenze zu Schweden gehört zum Femundsmarka-Nationalpark, in dem Luchse, Vielfraße, Nerze, Marder und gelegentlich Braunbären gesichtet werden können. Besonders bekannt und auch relativ leicht erreichbar ist jedoch das Biberrevier bei Røvollen am Nordostufer des Sees. In der Nähe des Ostufers lässt eine Samengruppe bei Elgå ca. 3.000 zahme Rentiere weiden. Um den See befinden sich große Flächen mit Rentierflechten; diese Strauchflechten sind in den Wintermonaten ein bedeutender Teil der Rentiernahrung, werden aber dort auch von Einheimischen gesammelt und ins Ausland verkauft. Sie finden in Deutschland u. a. Verwendung für Gestecke zum Totensonntag. Seit 1984 befindet sich im Gebiet östlich des Sees eine Moschusochsen-Herde.

## Tourismus

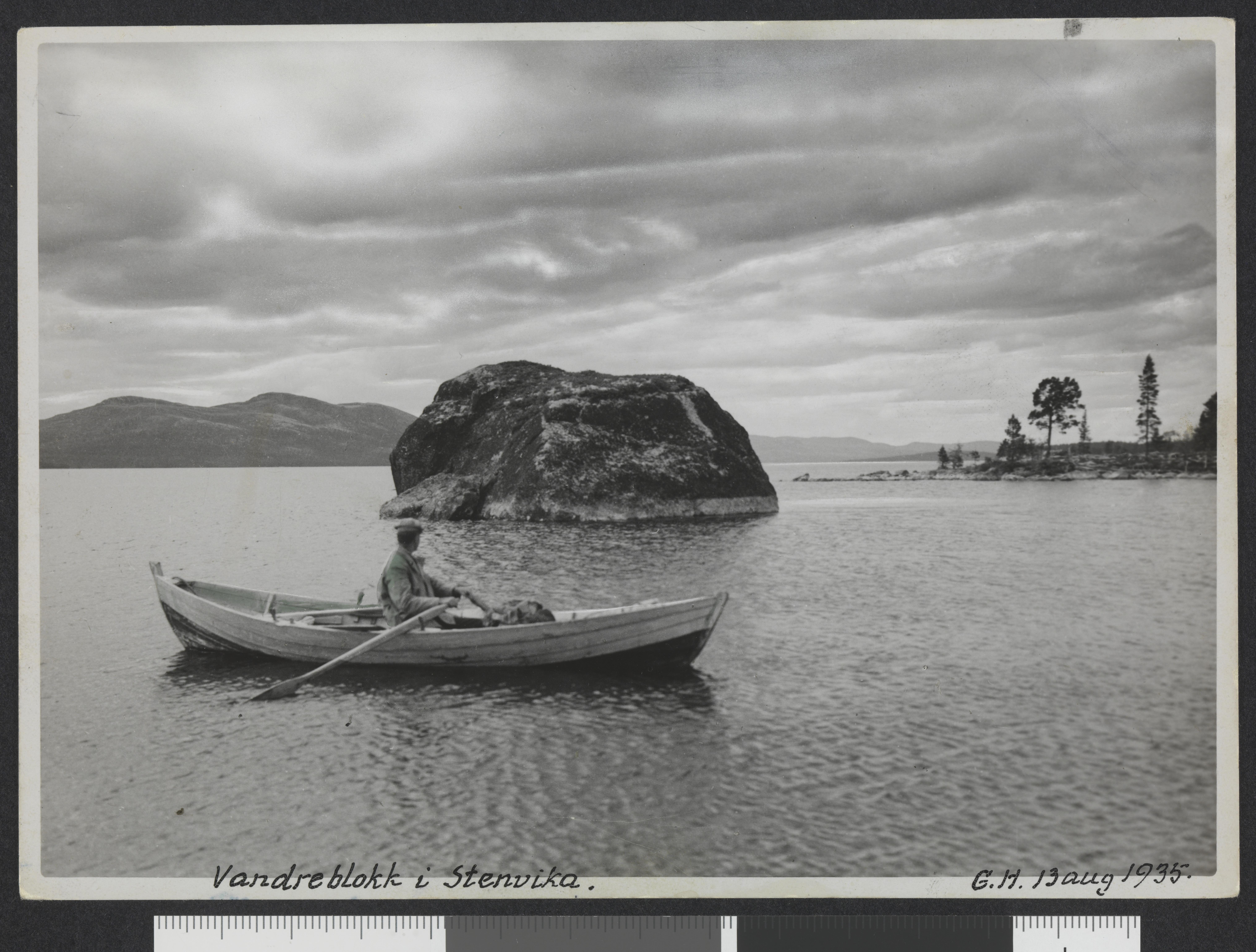
Der Findling Stenvika

Zwischen Synnervika und Elgå verkehrt in den Sommermonaten ein Passagierschiff namens Fæmund II, das früher sogar ein bis zwei Autos und Kühe mitnahm und auch heute noch Einwohner und Touristen versorgt und unter anderem Besucher zu den landschaftlich interessanten Zielen des Femundsmarka-Nationalparks bringt. Beliebt sind auch Kanu-Wildnistouren auf dem See, die jedoch aufgrund des teilweise sprunghaften Wetterwechsels und der auftretenden Fallwinde nicht ungefährlich sind.
Am Südende des Sees ist in Drevsjø das Blokkodden-Freilichtmuseum, das über das Leben der Samen sowie über das Zusammenleben von Samen und Norwegern seit dem 17. Jahrhundert aufklärt. Im Uferort Elgå befindet sich der einzige Inlands-Fischmarkt Norwegens.